# Barak Jicchaki
Barak Jicchaki, heb. ברק יצחקי, ang. Barak Yitzhaki (ur. 25 września 1984 w Aszkelonie) – izraelski piłkarz grający na pozycji pomocnika.

## Życiorys
Piłkarską karierę rozpoczął w klubie Hapoel Aszkelon. 1 sierpnia 2003 został piłkarzem Beitaru Jerozolima. Wraz z tym klubem w sezonie 2006/2007 został mistrzem Izraela. 1 stycznia 2008 odszedł za milion euro do belgijskiego KRC Genk. W rozgrywkach Eerste klasse zadebiutował 26 stycznia 2008 w zremisowanym 3:3 meczu z KAA Gent. Grał w nim do 81. minuty, po czym został zmieniony przez Ołeksandra Jakowenkę. Po sezonie 2007/2008 powrócił do Beitaru. W sezonie 2008/2009 został królem strzelców Ligat ha’Al. W Beitarze występował do 2010 roku, kiedy został sprzedany do Maccabi Tel Awiw. W sezonie 2012/2013 przebywał na wypożyczeniu w cypryjskim Anorthosisie Famagusta. W lidze Protathlima A’ Kategorias w 23 meczach zdobył 13 goli. W 2018 roku zakończył karierę.
W reprezentacji Izraela zadebiutował 2 czerwca 2007 w wygranym 2:1 meczu z Macedonią w ramach eliminacji do Euro 2008. W 10. minucie gry zdobył gola na 1:0 po asyście Iddana Tala. Zszedł w 76. minucie zmieniony przez Micha’ela Zandberga. Po raz ostatni w kadrze narodowej zagrał 9 września 2009 w wygranym 7:0 spotkaniu z Luksemburgiem.